# Никодему, Ада
А́да Никоде́му (англ. Ada Nicodemou; 14 мая 1977, Ларнака, Кипр) — австралийская актриса

.

## Ранние годы и карьера
Ада Никодему переехала с Кипра в Австралию в 1987 году, где 7 лет спустя, в 1994 году, она начала свою кинокарьеру. Её дебютом в кино стала роль Катерины Иоанну в телесериале «Школа разбитых сердец», где она снималась с 1994 по 1997 год. В 1999 году сыграла эпизодическую роль в фильме «Матрица».
В 2005 году в паре с профессиональным танцором Ариком Егудкиным стала победительницей третьего сезона австралийской версии телевизионного шоу «Танцы со звёздами».

## Личная жизнь
С 2007 по 2016 год Никодему была замужем за ресторатором Крисом Ксиполитасом. У бывших супругов есть сын — Джонас Ксиполитас (род. 22 августа 2012 года). Их второй сын, Харрисон Ксиполитас, родился мёртвым 7 августа 2014 года почти на 8-м месяце беременности.
С 2016 года Никодему состоит в отношениях с бизнесменом Адамом Ригби.

## Фильмография

### Телевидение
| Год       | Сериал                                           | Роль                 | Примечания                   |
| --------- | ------------------------------------------------ | -------------------- | ---------------------------- |
| 1994-1997 | Школа разбитых сердец/Heartbreak High            | Катерина «Кат» Яноу  | Основной состав              |
| 1995      | Полицейский отряд спасения/Police Rescue         | Анастасия Скурас     | 12 эпизодов                  |
| 1998-1999 | Breakers                                         | Фиона Мотсон         | Основной состав              |
| 2000      | Повелитель зверей/Beastmaster                    | Нимфа                | Эпизод: "Загадка нимфы"      |
| 2000      | Пицца с доставкой/Fat Pizza                      | сотрудница полиции   | Эпизод: "Криминальная пицца" |
| 2000-     | Домой и в путь/Home and Away                     | Лия Паттерсон-Бейкер | Основной состав              |
| 2009      | Красавицы и умники/Beauty and the Geek Australia | саму себя            | 1 серия                      |
| 2012      | Please Marry My Boy                              | саму себя            |                              |
| 2018      | Drop Dead Weird                                  | Ава                  | Эпизод: "Королева зомби"     |

### Фильм
| Год  | Фильм              | Роль                           | Примечания |
| ---- | ------------------ | ------------------------------ | ---------- |
| 1999 | Матрица/The Matrix | Дужур (девушка «Белый кролик») |            |
| 2007 | Почти/Almost       | Трикси Харт                    |            |